# Popelnice

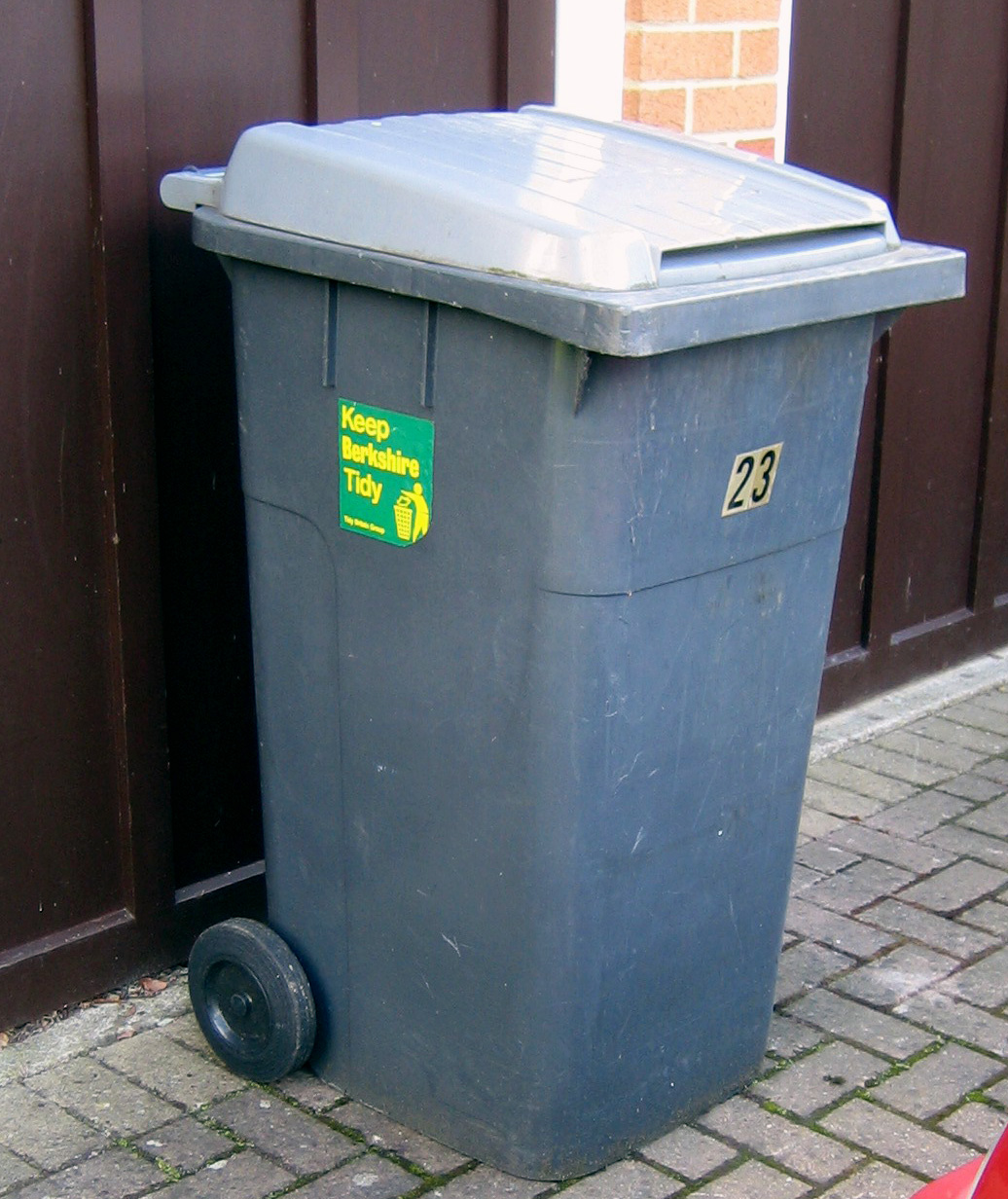
Plastová popelnice s kolečky

Popelnice je větší nádoba používaná na ukládání odpadu, většinou odpadu komunálního. Původně se jednalo o nádoby na odkládání popelu z domácích topenišť – odtud název.

## Dělení
Podle materiálu, ze kterého se popelnice vyrábějí, lze rozlišovat popelnice plechové a nebo plastové.

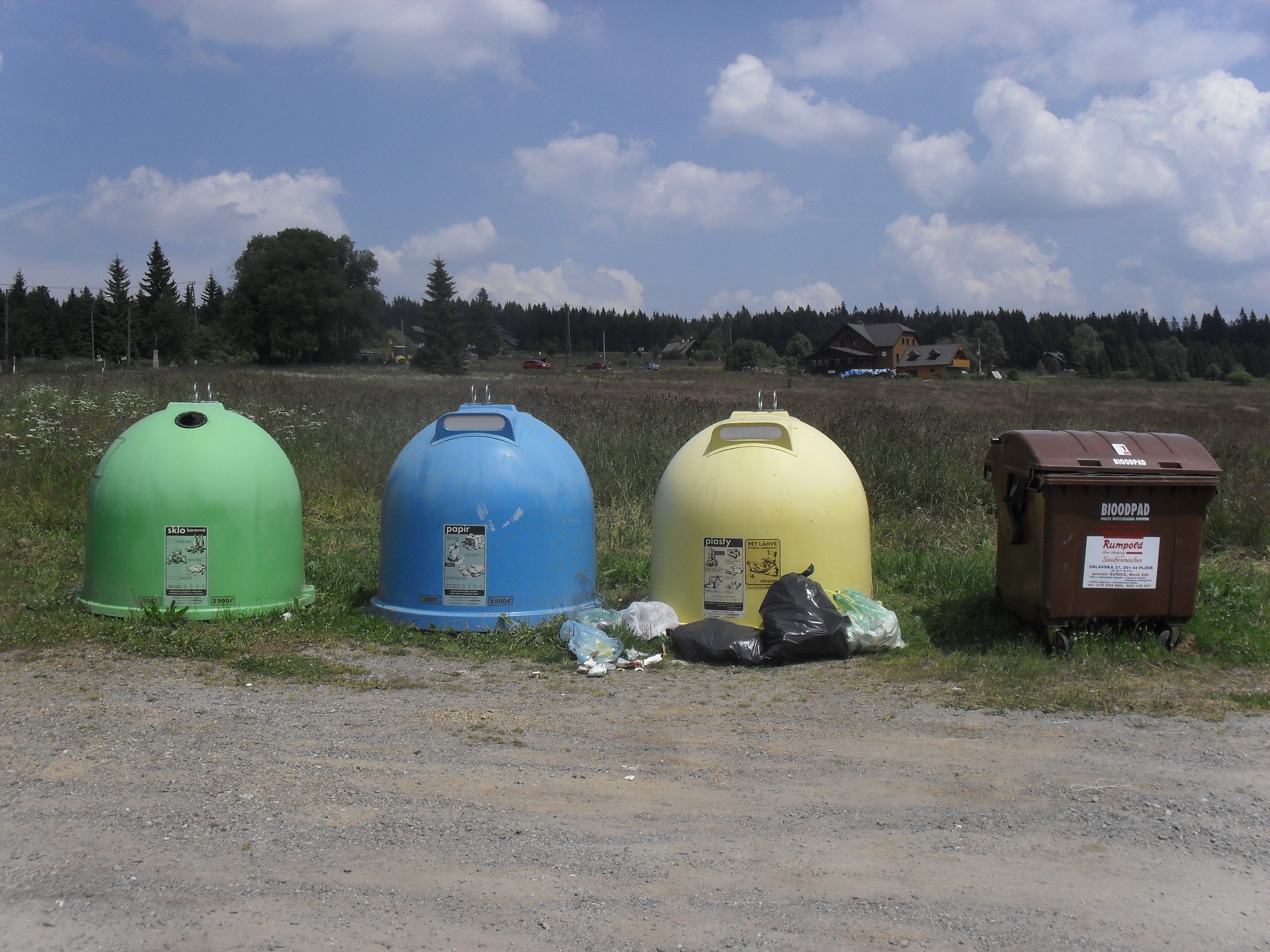
Starší typy nádob na tříděný odpad a moderní kontejner na biologický odpad, zpracovávaný v kompostárnách.

- Plechové popelnice jsou vyrobené z pozinkovaného plechu, mívají zpravidla tvar válce s kruhovým víkem. Nevýhodou plechové popelnice je, že časem od spodku rezaví. Výhoda je, že je lze použít pro uložení žhavého popelu z domácích (lokálních) topenišť. Značnou nevýhodou zvláště pro popeláře u starších typů byla vysoká prázdná hmotnost (u typů Meva Es-Em až 32 kg) tyto popelnice mají však mnohem vyšší trvanlivost díky síle materiálu a žárovému zinkování.

- Plastové popelnice jsou vyrobené z tvrzeného plastu, v České republice nejčastěji válcové s kulatým víkem ve tvaru plechových popelnic anebo hranaté s obdélným víkem o velikostech 60 l, 110l, 120 l, 240 l a méně často 360 l. Výhodou plastové popelnice je vyšší životnost v mokrém prostředí. Nevýhodou je, že plastová popelnice hůře odolává nárazům, a tak plast praská, je samozřejmě hořlavá.

Plastové popelnice bývají obvykle opatřeny dvěma kolečky na jedné ose a takto jsou zobrazovány přeškrtnuté na instrukcích k výrobkům nevhodným k odkládání do komunálního odpadu. V angličtině se tento symbol nazývá crossed out wheelie bin. 
- Sídlištní popelnice, někdy také nazývané sídlištní kontejnery podle nejčastějšího výskytu na sídlištích, jsou pouze o objemu 1 100 l (1,1 m³), jejich nevýhody jsou stejné jako u plastových popelnic.

## Svoz
Popelnice v českých městech bývají pravidelně vyprazdňovány v rámci komunálních služeb, zpravidla městských či jiných soukromých subjektů působících v regionu, nejčastěji jednou až dvakrát týdně. Vyprazdňování popelnic zajišťuje popelářský vůz s lisem.

## Historie
Název popelnice je odvozen od ukládání popela. Větší popelnice se někdy označují též jako kontejnery. Na veřejných místech se umisťují i kontejnery na tříděný odpad, z nichž některé mají někdy obdobné provedení jako klasické kontejnery či popelnice na směsný domovní odpad (komunální odpad). Jinou nádobou určenou pro odkládání odpadu je odpadkový koš, který může být umístěn v praxi leckde (např. v kanceláři, ve škole, v domácnosti, na nádraží, v parku i na dalších veřejných místech).

## Galerie

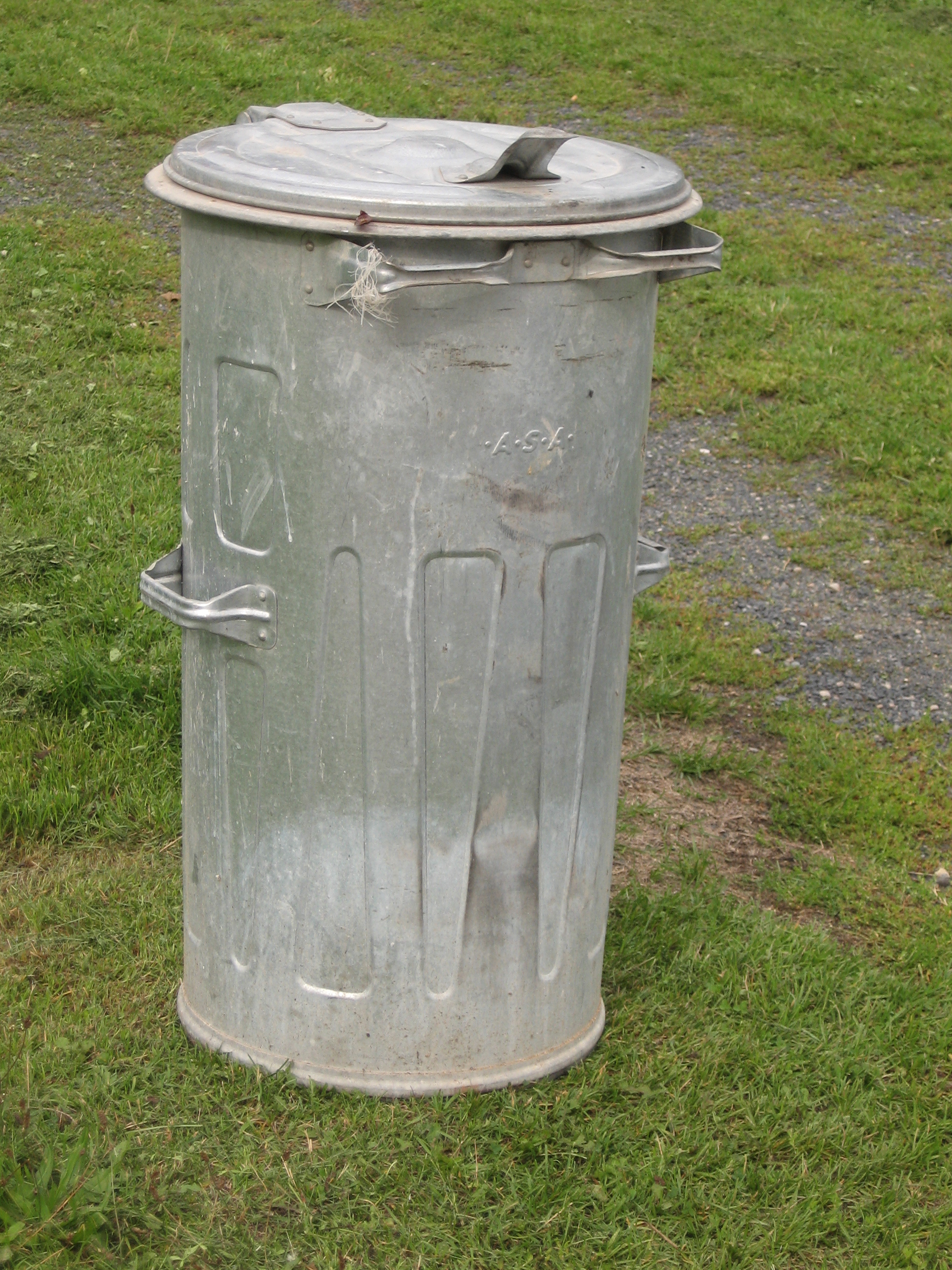
Plechová popelnice.
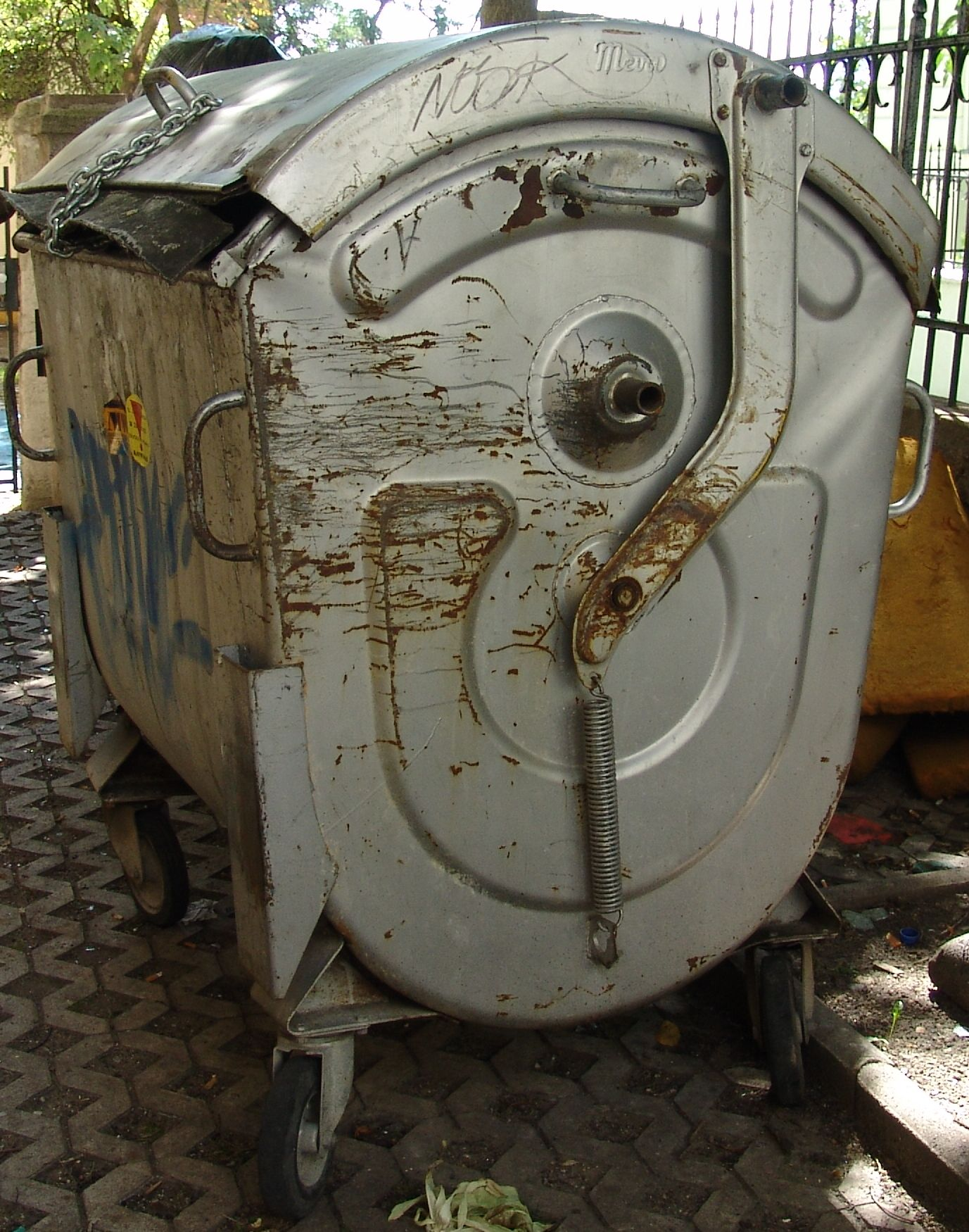
Plechový kontejner.
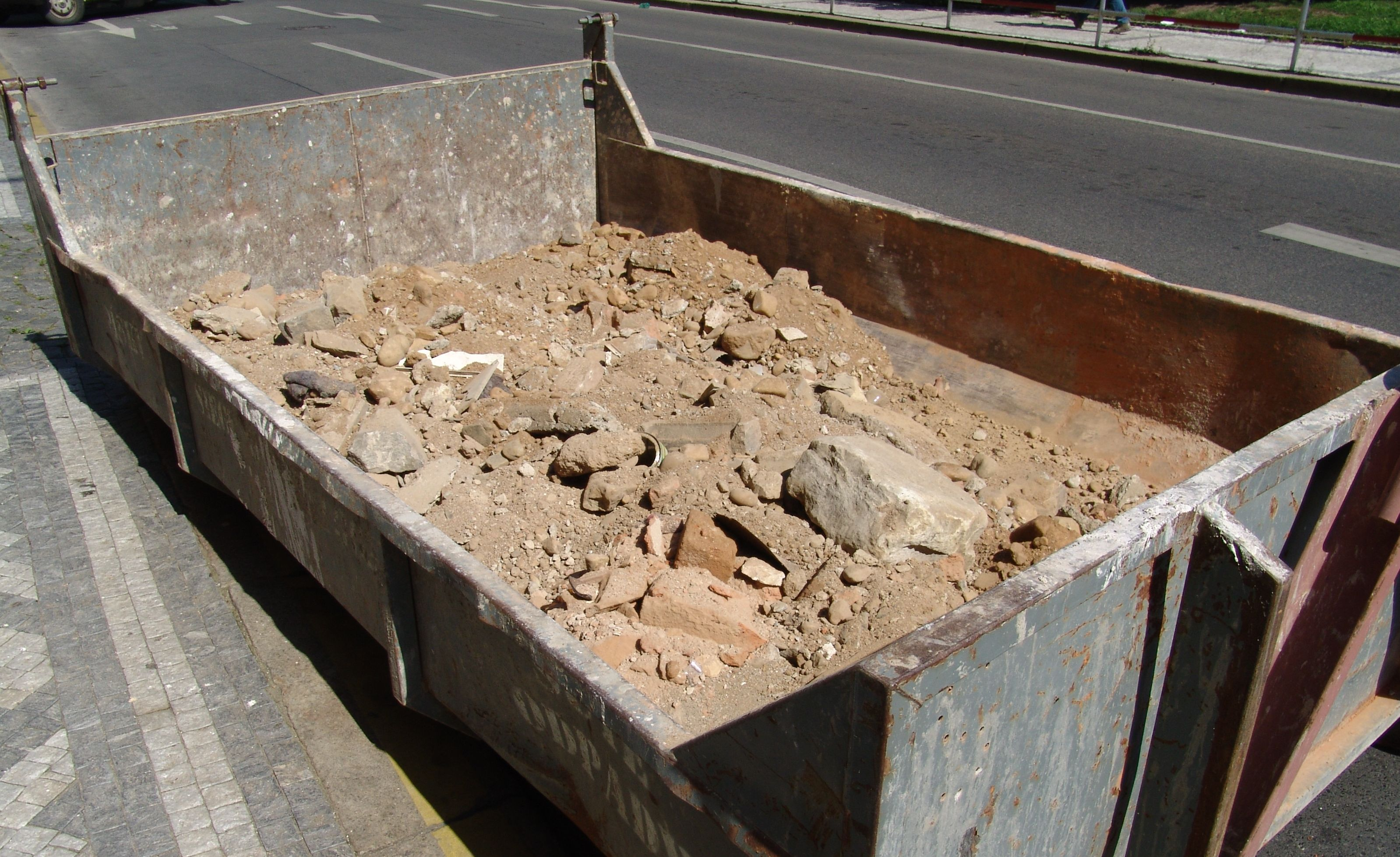
Velkoobjemový kontejner na sutiny.
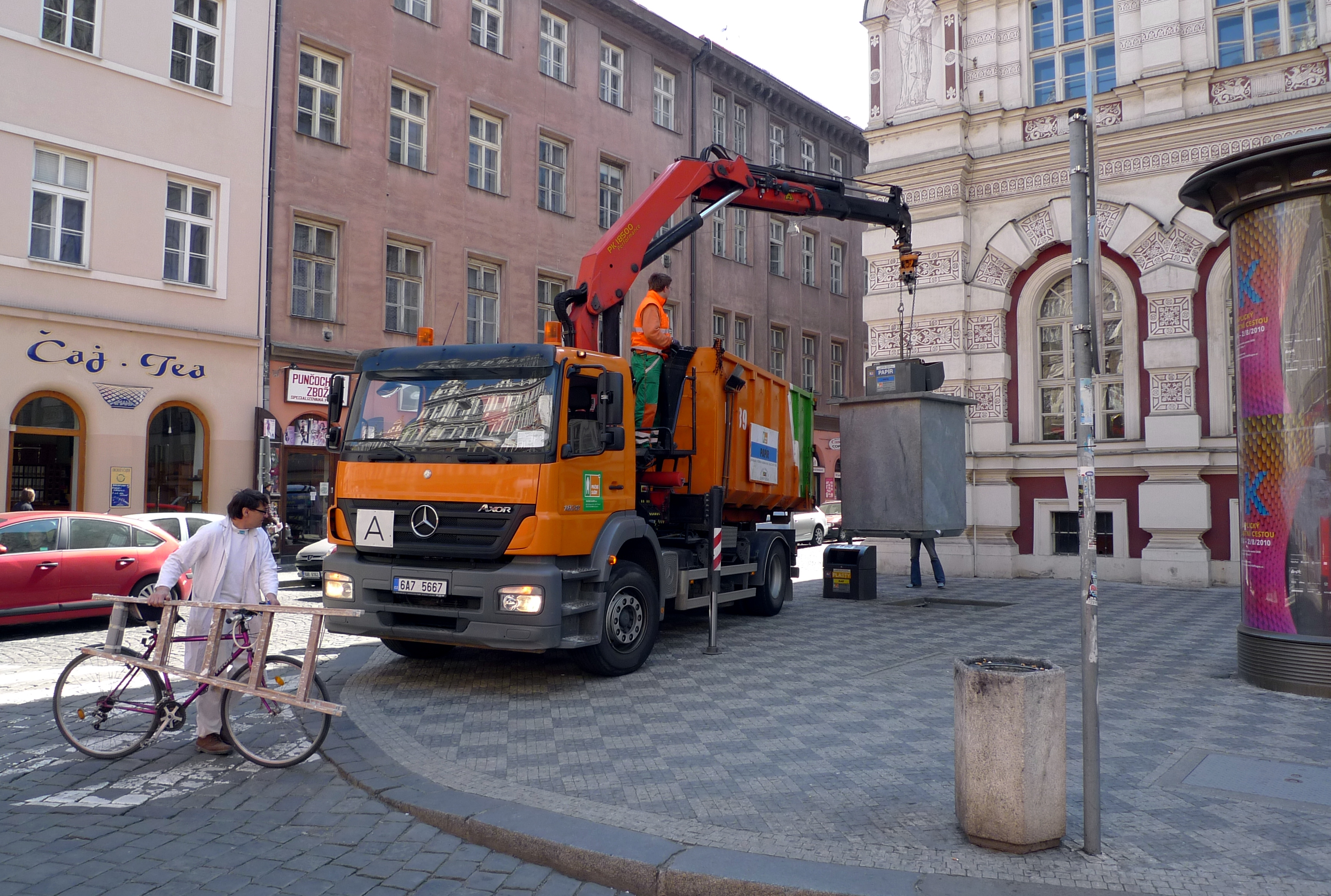
Vyprazdňování podzemního kontejneru v Praze.
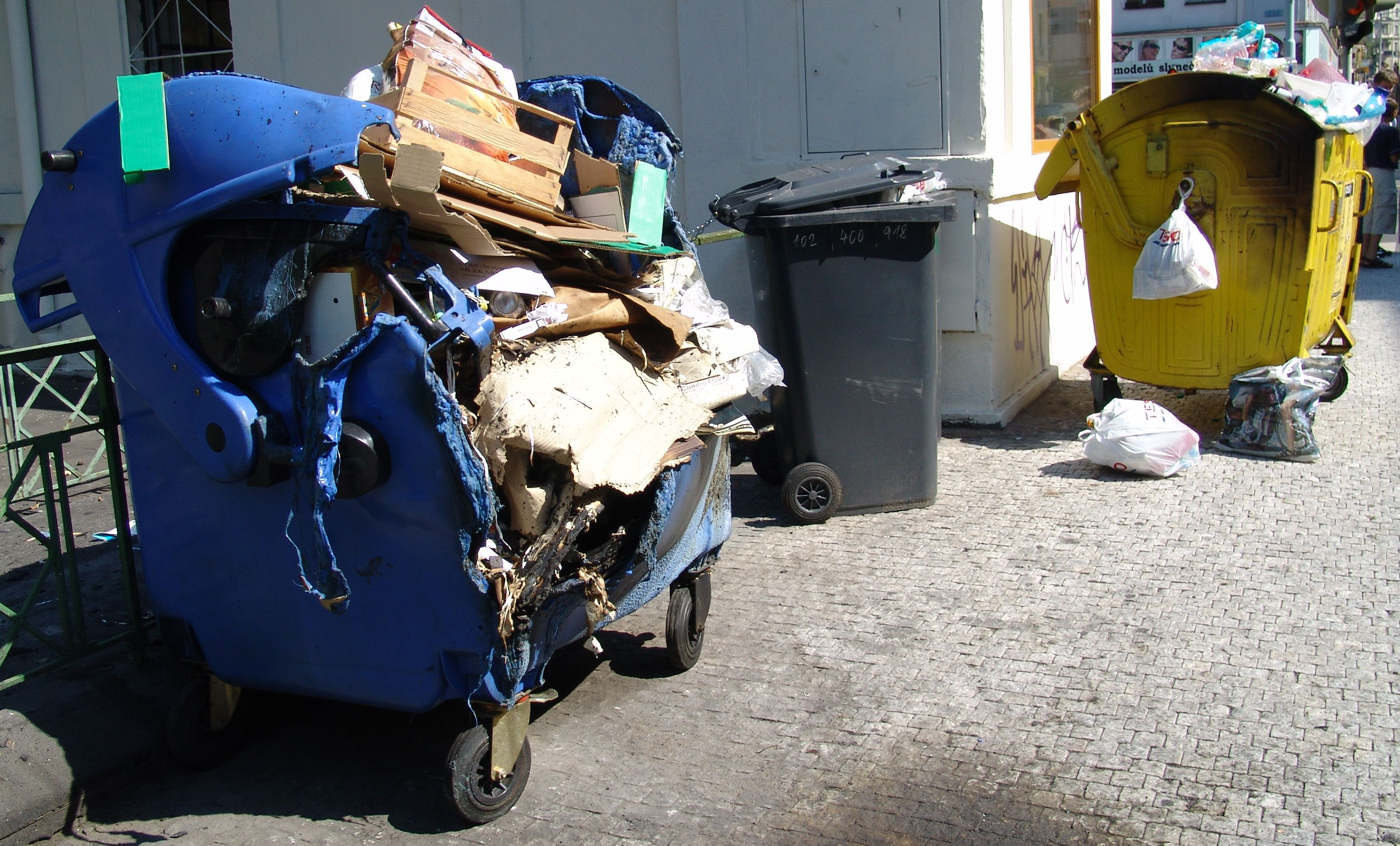
Zatímco plastový modrý kontejner v popředí je ohněm zcela zničen, plechový žlutý v pozadí utrpěl jen esteticky.